# Frohen-sur-Authie
Frohen-sur-Authie és un municipi francès situat al departament del Somme i a la regió dels Alts de França. L'any 2007 tenia 208 habitants.

## Demografia

### Població
El 2007 la població de fet de Frohen-sur-Authie era de 208 persones. Hi havia 84 famílies de les quals 20 eren unipersonals (4 homes vivint sols i 16 dones vivint soles), 28 parelles sense fills, 28 parelles amb fills i 8 famílies monoparentals amb fills.
La població ha evolucionat segons el següent gràfic:
Habitants censats

### Habitatges
El 2007 hi havia 99 habitatges, 81 eren l'habitatge principal de la família, 11 eren segones residències i 6 estaven desocupats. Tots els 97 habitatges eren cases. Dels 81 habitatges principals, 62 estaven ocupats pels seus propietaris, 16 estaven llogats i ocupats pels llogaters i 3 estaven cedits a títol gratuït; 2 tenien dues cambres, 11 en tenien tres, 20 en tenien quatre i 48 en tenien cinc o més. 67 habitatges disposaven pel capbaix d'una plaça de pàrquing. A 48 habitatges hi havia un automòbil i a 26 n'hi havia dos o més.

### Piràmide de població

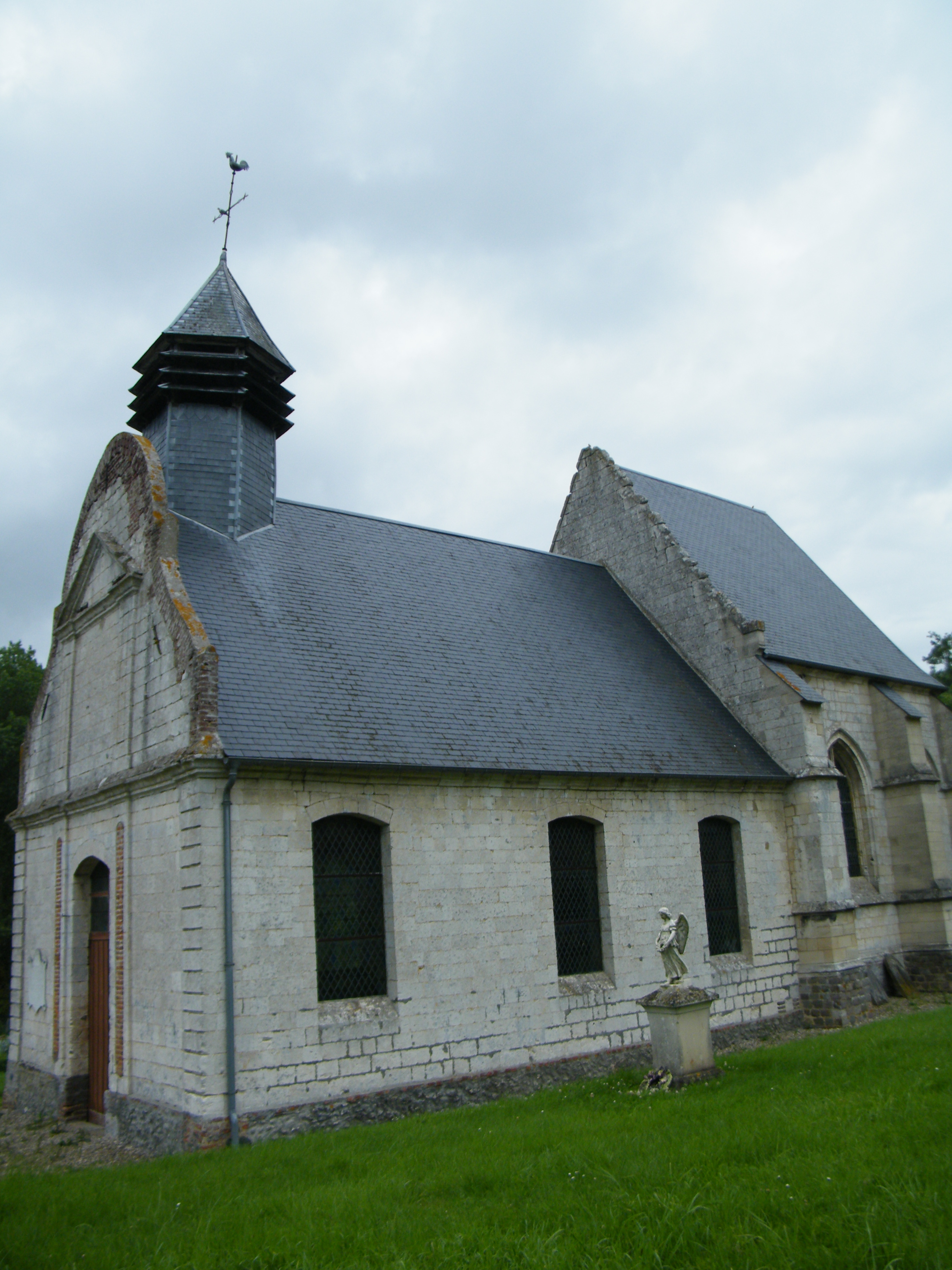

La piràmide de població per edats i sexe el 2009 era:
| Homes | Edats   | Dones |
| ----- | ------- | ----- |
| 0     | 95 o +  | 0     |
| 4     | 90 a 94 | 0     |
| 0     | 85 a 89 | 4     |
| 4     | 80 a 84 | 0     |
| 4     | 75 a 79 | 8     |
| 0     | 70 a 74 | 12    |
| 0     | 65 a 69 | 4     |
| 8     | 60 a 64 | 4     |
| 12    | 55 a 59 | 12    |
| 0     | 50 a 54 | 4     |
| 4     | 45 a 49 | 0     |
| 4     | 40 a 44 | 4     |
| 0     | 35 a 39 | 4     |
| 8     | 30 a 34 | 4     |
| 0     | 25 a 29 | 8     |
| 4     | 20 a 24 | 4     |
| 4     | 15 a 19 | 0     |
| 4     | 10 a 14 | 4     |
| 4     | 5 a 9   | 4     |
| 4     | 0 a 4   | 0     |

## Economia
El 2007 la població en edat de treballar era de 109 persones, 71 eren actives i 38 eren inactives. De les 71 persones actives 66 estaven ocupades (34 homes i 32 dones) i 5 estaven aturades (3 homes i 2 dones). De les 38 persones inactives 18 estaven jubilades, 5 estaven estudiant i 15 estaven classificades com a «altres inactius».

### Ingressos
El 2009 a Frohen-sur-Authie hi havia 80 unitats fiscals que integraven 200,5 persones, la mediana anual d'ingressos fiscals per persona era de 12.859 €.

### Activitats econòmiques
Dels 2 establiments que hi havia el 2007, 1 era d'una empresa alimentària i 1 d'una empresa de comerç i reparació d'automòbils.
L'únic servei als particulars que hi havia el 2009 era un taller de reparació d'automòbils i de material agrícola.
L'únic establiment comercial que hi havia el 2009 era una carnisseria.
L'any 2000 a Frohen-sur-Authie hi havia 13 explotacions agrícoles que ocupaven un total de 530 hectàrees.

## Poblacions més properes
El següent diagrama mostra les poblacions més properes.